# Europäisches Olympisches Winter-Jugendfestival 2023
Das Europäische Olympische Winter-Jugendfestival 2023 (European Youth Winter Olympic Festival 2023) fand vom 21. Januar bis zum 28. Januar 2023 in der Region Friaul-Julisch Venetien in Italien statt.

## Wettkampfstätten
- Tarvis – Ski Alpin, Nordische Kombination
- Forni Avoltri – Biathlon
- Sappada – Ski Alpin
- Claut – Curling
- Pontebba – Eiskunstlauf, Short Track
- Ravascletto – Freestyle-Skiing
- Udine – Eishockey
- Spittal an der Drau – Eishockey
- Planica – Skispringen, Nordische Kombination
- Forni di Sopra – Skibergsteigen
- Piancavallo, Snowboard

## Zeitplan
Letzte Spalte: Gesamtanzahl der Entscheidungen in den einzelnen Sportarten
| Zeitplan des Europäischen Olympischen Winter-Jugendfestivals 2023 (mit Anzahl der Entscheidungen) | Zeitplan des Europäischen Olympischen Winter-Jugendfestivals 2023 (mit Anzahl der Entscheidungen) | Zeitplan des Europäischen Olympischen Winter-Jugendfestivals 2023 (mit Anzahl der Entscheidungen) | Zeitplan des Europäischen Olympischen Winter-Jugendfestivals 2023 (mit Anzahl der Entscheidungen) | Zeitplan des Europäischen Olympischen Winter-Jugendfestivals 2023 (mit Anzahl der Entscheidungen) | Zeitplan des Europäischen Olympischen Winter-Jugendfestivals 2023 (mit Anzahl der Entscheidungen) | Zeitplan des Europäischen Olympischen Winter-Jugendfestivals 2023 (mit Anzahl der Entscheidungen) | Zeitplan des Europäischen Olympischen Winter-Jugendfestivals 2023 (mit Anzahl der Entscheidungen) | Zeitplan des Europäischen Olympischen Winter-Jugendfestivals 2023 (mit Anzahl der Entscheidungen) | Zeitplan des Europäischen Olympischen Winter-Jugendfestivals 2023 (mit Anzahl der Entscheidungen) |
| Disziplin                                                                                         | Sa. 21.                                                                                           | So. 22.                                                                                           | Mo. 23.                                                                                           | Di. 24.                                                                                           | Mi. 25.                                                                                           | Do. 26                                                                                            | Fr. 27.                                                                                           | Sa. 28.                                                                                           | Gesamt                                                                                            |
| Disziplin                                                                                         | Januar                                                                                            | Januar                                                                                            | Januar                                                                                            | Januar                                                                                            | Januar                                                                                            | Januar                                                                                            | Januar                                                                                            | Januar                                                                                            | Gesamt                                                                                            |
| ------------------------------------------------------------------------------------------------- | ------------------------------------------------------------------------------------------------- | ------------------------------------------------------------------------------------------------- | ------------------------------------------------------------------------------------------------- | ------------------------------------------------------------------------------------------------- | ------------------------------------------------------------------------------------------------- | ------------------------------------------------------------------------------------------------- | ------------------------------------------------------------------------------------------------- | ------------------------------------------------------------------------------------------------- | ------------------------------------------------------------------------------------------------- |
| Eröffnungsfeier                                                                                   |                                                                                                   |                                                                                                   |                                                                                                   |                                                                                                   |                                                                                                   |                                                                                                   |                                                                                                   |                                                                                                   |                                                                                                   |
| Biathlon                                                                                          |                                                                                                   |                                                                                                   |                                                                                                   | 2                                                                                                 |                                                                                                   | 2                                                                                                 |                                                                                                   | 1                                                                                                 | 5                                                                                                 |
| Curling                                                                                           |                                                                                                   |                                                                                                   |                                                                                                   |                                                                                                   |                                                                                                   |                                                                                                   | 1                                                                                                 |                                                                                                   | 1                                                                                                 |
| Eishockey                                                                                         |                                                                                                   |                                                                                                   |                                                                                                   |                                                                                                   |                                                                                                   |                                                                                                   | 2                                                                                                 |                                                                                                   | 2                                                                                                 |
| Eiskunstlauf                                                                                      |                                                                                                   |                                                                                                   |                                                                                                   |                                                                                                   |                                                                                                   | 1                                                                                                 | 1                                                                                                 |                                                                                                   | 2                                                                                                 |
| Freestyle-Skiing                                                                                  |                                                                                                   |                                                                                                   |                                                                                                   | 2                                                                                                 | 2                                                                                                 |                                                                                                   | 2                                                                                                 |                                                                                                   | 6                                                                                                 |
| Nordische Kombination                                                                             |                                                                                                   |                                                                                                   |                                                                                                   | 2                                                                                                 |                                                                                                   | 1                                                                                                 |                                                                                                   |                                                                                                   | 3                                                                                                 |
| Shorttrack                                                                                        |                                                                                                   | 2                                                                                                 | 2                                                                                                 | 3                                                                                                 |                                                                                                   |                                                                                                   |                                                                                                   |                                                                                                   | 7                                                                                                 |
| Ski Alpin                                                                                         |                                                                                                   |                                                                                                   |                                                                                                   | 1                                                                                                 | 1                                                                                                 | 1                                                                                                 | 1                                                                                                 | 2                                                                                                 | 6                                                                                                 |
| Skibergsteigen                                                                                    |                                                                                                   |                                                                                                   |                                                                                                   | 2                                                                                                 | 1                                                                                                 |                                                                                                   | 2                                                                                                 |                                                                                                   | 5                                                                                                 |
| Skilanglauf                                                                                       |                                                                                                   |                                                                                                   | 2                                                                                                 | 1                                                                                                 | 1                                                                                                 | 2                                                                                                 | 1                                                                                                 |                                                                                                   | 7                                                                                                 |
| Skispringen                                                                                       |                                                                                                   |                                                                                                   | 2                                                                                                 |                                                                                                   | 2                                                                                                 |                                                                                                   | 1                                                                                                 |                                                                                                   | 5                                                                                                 |
| Snowboard                                                                                         |                                                                                                   |                                                                                                   | 2                                                                                                 | 3                                                                                                 |                                                                                                   | 2                                                                                                 | 3                                                                                                 |                                                                                                   | 10                                                                                                |
| Abschlussfeier                                                                                    |                                                                                                   |                                                                                                   |                                                                                                   |                                                                                                   |                                                                                                   |                                                                                                   |                                                                                                   |                                                                                                   |                                                                                                   |
| Entscheidungen                                                                                    |                                                                                                   | 2                                                                                                 | 8                                                                                                 | 16                                                                                                | 7                                                                                                 | 9                                                                                                 | 14                                                                                                | 3                                                                                                 | 59                                                                                                |
| Januar                                                                                            | Sa. 21.                                                                                           | So. 22.                                                                                           | Mo. 23.                                                                                           | Di. 24.                                                                                           | Mi. 25.                                                                                           | Do. 26                                                                                            | Fr. 27.                                                                                           | Sa. 28.                                                                                           | Gesamt                                                                                            |
| Januar                                                                                            | Januar                                                                                            |                                                                                                   |                                                                                                   |                                                                                                   |                                                                                                   |                                                                                                   |                                                                                                   |                                                                                                   | Gesamt                                                                                            |

Farblegende

## Teilnehmer
| 1230 Teilnehmer aus 47 Nationen | 1230 Teilnehmer aus 47 Nationen | 1230 Teilnehmer aus 47 Nationen |
| --- | --- | --- |
| - Albanien (2) - Andorra (5) - Armenien (9) - Aserbaidschan (1) - Belgien (7) - Bosnien und Herzegowina (10) - Bulgarien (24) - Dänemark (14) - Deutschland (106) - Estland (19) - Finnland (81) - Frankreich (56) - Georgien (6) - Griechenland (10) - Großbritannien (17) - Island (18) | - Irland (2) - Israel (2) - Italien (106) - Kosovo (3) - Kroatien (8) - Lettland (45) - Liechtenstein (2) - Litauen (18) - Luxemburg (1) - Moldau (1) - Monaco (1) - Montenegro (3) - Niederlande (6) - Nordmazedonien (6) - Norwegen (37) - Österreich (83) | - Polen (55) - Portugal (1) - Rumänien (15) - San Marino (1) - Schweden (58) - Schweiz (95) - Serbien (3) - Slowakei (76) - Slowenien (47) - Spanien (20) - Tschechien (78) - Türkei (23) - Ukraine (25) - Ungarn (21) - Zypern (3) |

## Medaillenspiegel
| Platz  | Mannschaft     | Gold | Silber | Bronze | Gesamt |
| ------ | -------------- | ---- | ------ | ------ | ------ |
| 1      | Frankreich     | 7    | 6      | 4      | 17     |
| 2      | Italien        | 6    | 8      | 7      | 21     |
| 3      | Schweiz        | 6    | 3      | 3      | 12     |
| 4      | Österreich     | 6    | 2      | 9      | 17     |
| 5      | Ungarn         | 6    | 1      | 1      | 8      |
| 6      | Slowenien      | 6    | –      | –      | 6      |
| 7      | Deutschland    | 4    | 5      | 8      | 17     |
| 8      | Tschechien     | 4    | 1      | 6      | 11     |
| 9      | Schweden       | 3    | 5      | 6      | 14     |
| 10     | Finnland       | 3    | 4      | 2      | 9      |
| 11     | Spanien        | 3    | –      | –      | 3      |
| 12     | Polen          | 1    | 7      | 6      | 14     |
| 13     | Lettland       | 1    | 2      | 1      | 4      |
| 14     | Großbritannien | 1    | 1      | –      | 2      |
| 15     | Ukraine        | 1    | –      | 2      | 3      |
| 16     | Israel         | 1    | –      | –      | 1      |
| 17     | Norwegen       | –    | 5      | 1      | 6      |
| 18     | Bulgarien      | –    | 2      | 1      | 3      |
| 18     | Niederlande    | –    | 2      | 1      | 3      |
| 20     | Slowakei       | –    | 2      | –      | 2      |
| 21     | Estland        | –    | 1      | 1      | 1      |
| 22     | Georgien       | –    | 1      | –      | 1      |
| 22     | Serbien        | –    | 1      | –      | 1      |
| Gesamt | Gesamt         | 59   | 59     | 59     | 177    |